# Turistická značená trasa 7236
 Turistická značená trasa 7236 je 0,5 km dlouhá žlutě značená trasa Klubu českých turistů v okrese Trutnov spojující luční enklávu Větrník a dolní stanici lanové dráhy Pec pod Sněžkou - Sněžka. Její převažující směr je severozápadní a posléze jižní. Trasa se v celé délce nachází na území Krkonošského národního parku.

## Průběh trasy
Turistická trasa má svůj počátek na dolním okraji luční enklávy Větrník na rozcestí se zeleně značenou trasou 4250 sestupující z Růžohorek do Pece pod Sněžkou. Trasa nejprve klesá severozápadním směrem lesní pěšinou do prostoru původní dolní stanice lanovky a poté po asfaltové komunikaci do údolí Růžového potoka. Stáčí se na jih a podél něj klesá k jeho soutoku s Úpou. Podél ní poté pokračuje na rozcestí u současné dolní stanice lanovky s modře značenou trasou 1813 z Obřího sedla do Pece pod Sněžkou, kde končí.